# Chun In-soo
Chun In-soo (n. 13 iulie 1965, Incheon, Coreea de Sud) este un arcaș ce a reprezentat Coreea de Sud, medaliat olimpic. A participat la două ediții ale Jocurilor Olimpice (1984, 1988) în care a câștigat o medalie de aur.